# Нурали-хан II
Нурали-хан II (д/н — після 1769) — хівинський хан у 1767—1769 роках.

## Життєпис
Син Барак-хана, правителя Молодшого жуза. Відомостейпроньогообмаль.1767 року після повалення хана Абулгазі III за підтримки інака Мухаммад Амін-бія став новим хівинським ханом. Проте фактична влада була в інака.
1768 року з Мангишлака до ханства вдерлися племена йомутів. Натомістьінак і Нурали-хан звернулис яподопомогудо султана Єрали з Молодшого жуза. Протягом року трвиалі запеклі бої, але1769 року йомути захопили Хіву. Доля Нурали-хан II достеменно невідома: він загинув чи втік до Молодшого жуза. Новим ханом йомути поставили Джангира, сина Каїп-хана.